# Diaea puncta
Diaea puncta là một loài nhện trong họ Thomisidae.
Loài này thuộc chi Diaea. Diaea puncta được Ferdinand Karsch miêu tả năm 1884.